# Alaska Highway
Der Alaska Highway ist eine 2197 km lange internationale Fernstraße, die von Dawson Creek in Kanada bis nach Delta Junction in Alaska (USA) führt.

## Straßenname und Orientierung
Die ursprüngliche Bezeichnung ALCAN stammt aus der Entstehungszeit der Straße, ist militärischen Ursprungs und ein Akronym für „Alaska-Canada (military highway)“. Offiziell erhielt die Straße im März 1942 ihren heutigen Namen. Nach der Fertigstellung war der Highway eine reine Schotterpiste. Seitdem wurde die Straße immer weiter ausgebaut und begradigt. Dadurch ist sie heute um ca. 60 km kürzer als die ursprüngliche Strecke. Mit Ausnahme von Baustellenbereichen ist sie heute auf der gesamten Länge asphaltiert.

## Lage
Der Alaska Highway führt in nordwestlicher Richtung von der kanadischen Provinz British Columbia in das Yukon Territory und schließlich in den US-Bundesstaat Alaska. Er verläuft den größten Teil der Strecke in unbewohnter Gegend. Durch seine Streckenlänge und die nordwestliche Fahrtrichtung durchquert er zwei Klimazonen (kühlgemäßigtes Klima und kaltgemäßigtes Klima) und drei Zonenzeiten (UTC-7: Pacific Daylight Time bis UTC-9: „Alaska Time“).

## Geschichte

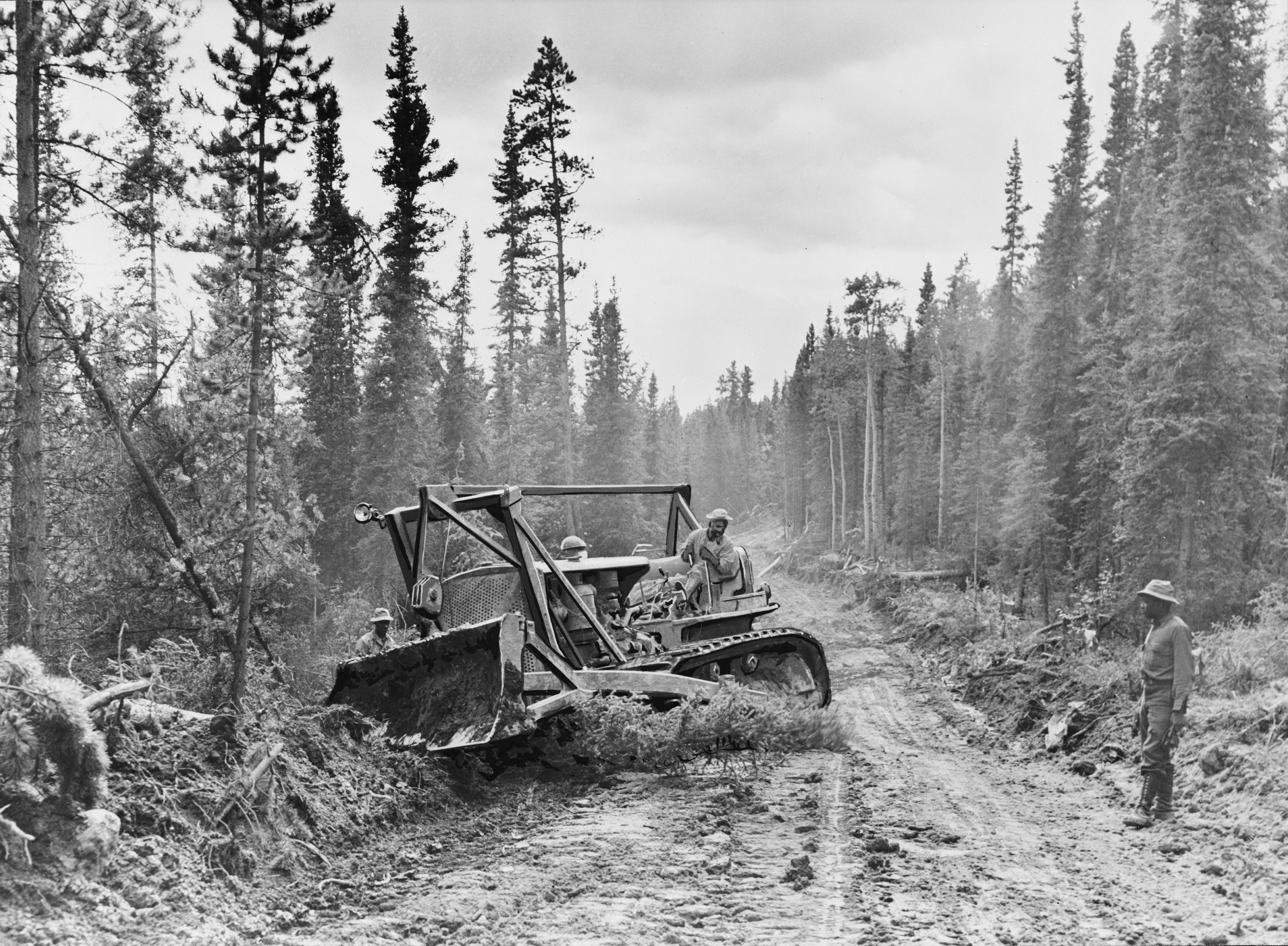
Bau des Alaska Highways, 1942

Am 14. Mai 1930 starteten die Trapper Clyde „Slim“ C. Williams und John Logan von Fairbanks aus mit Motorrädern durch die Wildnis nach Seattle, um die Notwendigkeit einer Straßenverbindung nach Kanada und von dort aus in die USA zu unterstreichen. Im November 1932 unternahm Williams – diesmal mit Schlittenhunden – die Durchquerung Alaskas von Copper Center (nahe dem Klutina Lake) aus nach Chicago. Am 7. November 1939 stellte die gemeinsame US-kanadische „Alaskan International Highway Commission“ fest, dass der Alaska-Highway ein würdiges und machbares Projekt zu angemessenen Kosten darstelle. Der Angriff der Japaner auf Pearl Harbor im Dezember 1941 und ihr Überfall auf Dutch Harbor am 3. Juni 1942 machten die Verwundbarkeit Alaskas und damit die militärische Bedeutung einer solchen Straße evident.
Am 2. Februar 1942 erhielt das US-Kriegsministerium den Auftrag, wegen der Entwicklungen im Orient einen Highway nach Alaska zu bauen, die Genehmigung durch Präsident Roosevelt erfolgte am 11. Februar 1942. Der Highway diente dem Ziel, Militärtransporte nach Alaska zu ermöglichen. Am 18. März 1942 erlaubte die kanadische Regierung den USA, die Fernstraße über kanadisches Territorium zu bauen. Die Erlaubnis war in einem bilateralen Wegerechts-Abkommen zwischen den USA und Kanada vorgesehen. Danach übernahmen die USA die Baukosten auf kanadischem Territorium. Im Gegenzug stellte Kanada das Baumaterial zur Verfügung und verzichtete auf Steuern, Importzölle und Einreiseformalitäten entlang des Alaska Highway. Der Vertrag sah ferner vor, dass der Teil auf kanadischem Territorium nach dem Ende des Zweiten Weltkrieges vollständig in kanadisches Eigentum übergeht.
Baubeginn war an beiden Endpunkten des heutigen Highways am 8. März 1942. Die Straßenführung wurde durch das Militär festgelegt. Sie orientierte sich an bereits vorhandenen Flugpisten zwischen Edmonton in der kanadischen Provinz Alberta und Fairbanks in Alaska. Diese Kette von Flugpisten war bereits genutzt worden, um fast 8000 Flugzeuge von Great Falls in Montana zum Ladd Army Airfield bei Fairbanks in den Norden zu verlegen. Von diesen wurden 2618 Maschinen vom Typ Bell P-39 Airacobra weiter über Sibirien an die russische Ostfront gebracht. Der Bau wurde mit einem erheblichen Einsatz von Menschen und Material vorangetrieben. Über 10.000 Soldaten wurden eingesetzt. Zelte, Verpflegung, Ausrüstung und Baumaschinen mussten herangeschafft werden. Im Juni 1942 besetzten japanische Truppen die westlichen Inseln der Aleuten, Attu und Kiska. Durch diesen Angriff erhielt die Fertigstellung des Alaska Highway eine noch größere Dringlichkeit (siehe auch: Schlacht um die Aleuten).
Bereits am 1. August 1942 waren 611 Meilen (983 km) als Schotterpiste fertiggestellt. Der Bau wurde durch widrige Witterungs- (Wintertemperaturen von unter −20 °C) und Naturbedingungen (Permafrost, über 200 Brücken in der wasserreichen Gegend) erschwert. Am Contact Creek (⊙) trafen am 24. September 1942 die Soldaten des 36th Regiment aus Süden kommend auf das 340th Regiment vom Norden und komplettierten den Alaska Highway. Am 15. Oktober 1942 wurde der Highway dem militärischen Verkehr übergeben. Die offizielle Eröffnung erfolgte am 20. November 1942 in Soldier’s Summit. Der kanadische Teil der Militärstraße wurde am 1. April 1946 Kanada übergeben. Die in Taylor 1943 erbaute Peace River Bridge wurde nach ihrem Zusammenbruch am 16. Oktober 1957 neu errichtet und ist heute 647 m lang.
Erst im Juni 1948 wurde der Alaska-Highway für den öffentlichen Verkehr freigegeben. Im Jahre 1960 war die gesamte Asphaltierung abgeschlossen. Zahlreiche Begradigungen haben zu einer Verkürzung der Gesamtlänge um etwa 60 km beigetragen, was bei den Meilensteinen nicht berücksichtigt wurde.

## Verlauf

Alaska Highway
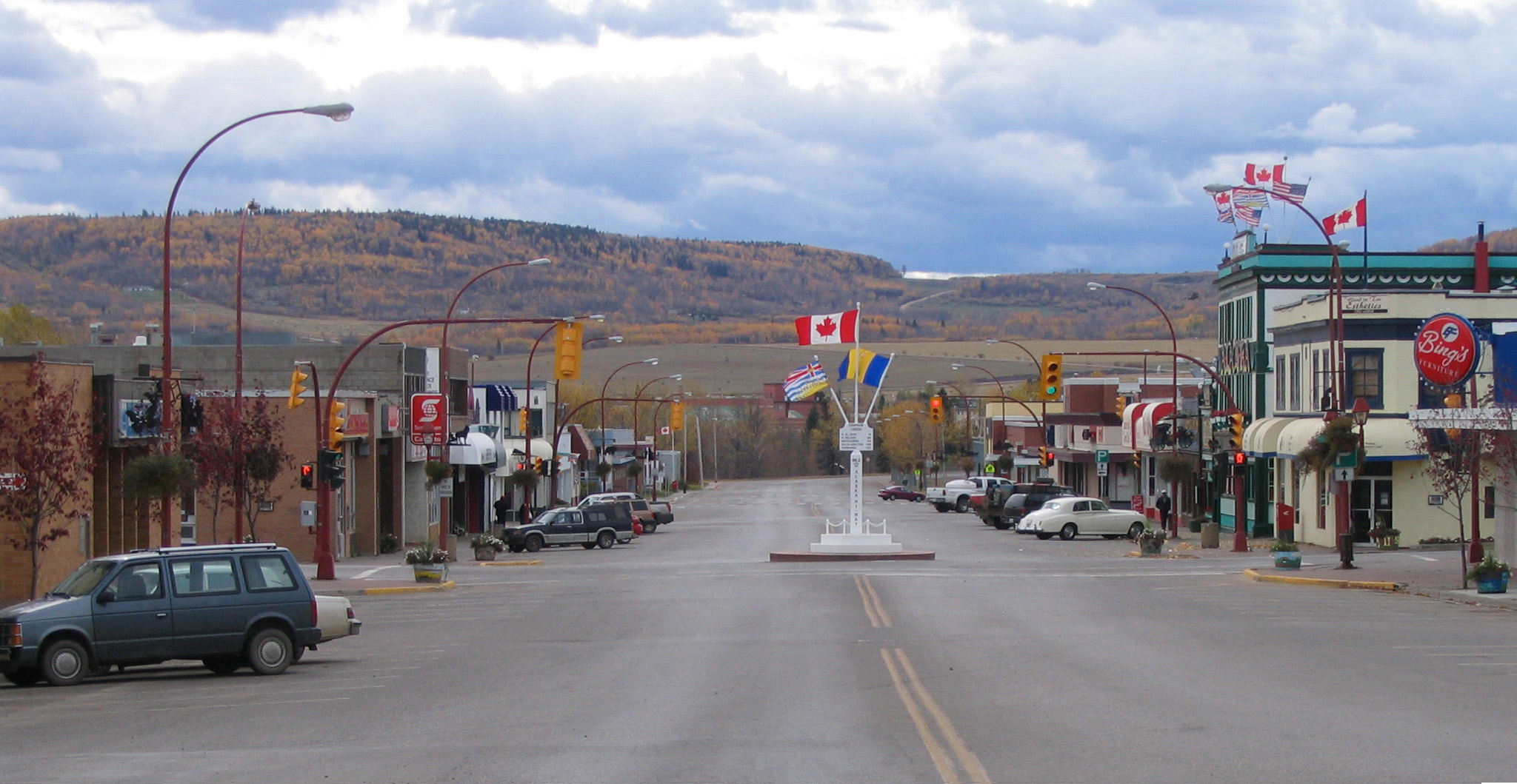
Dawson Creek mit Hinweisschild
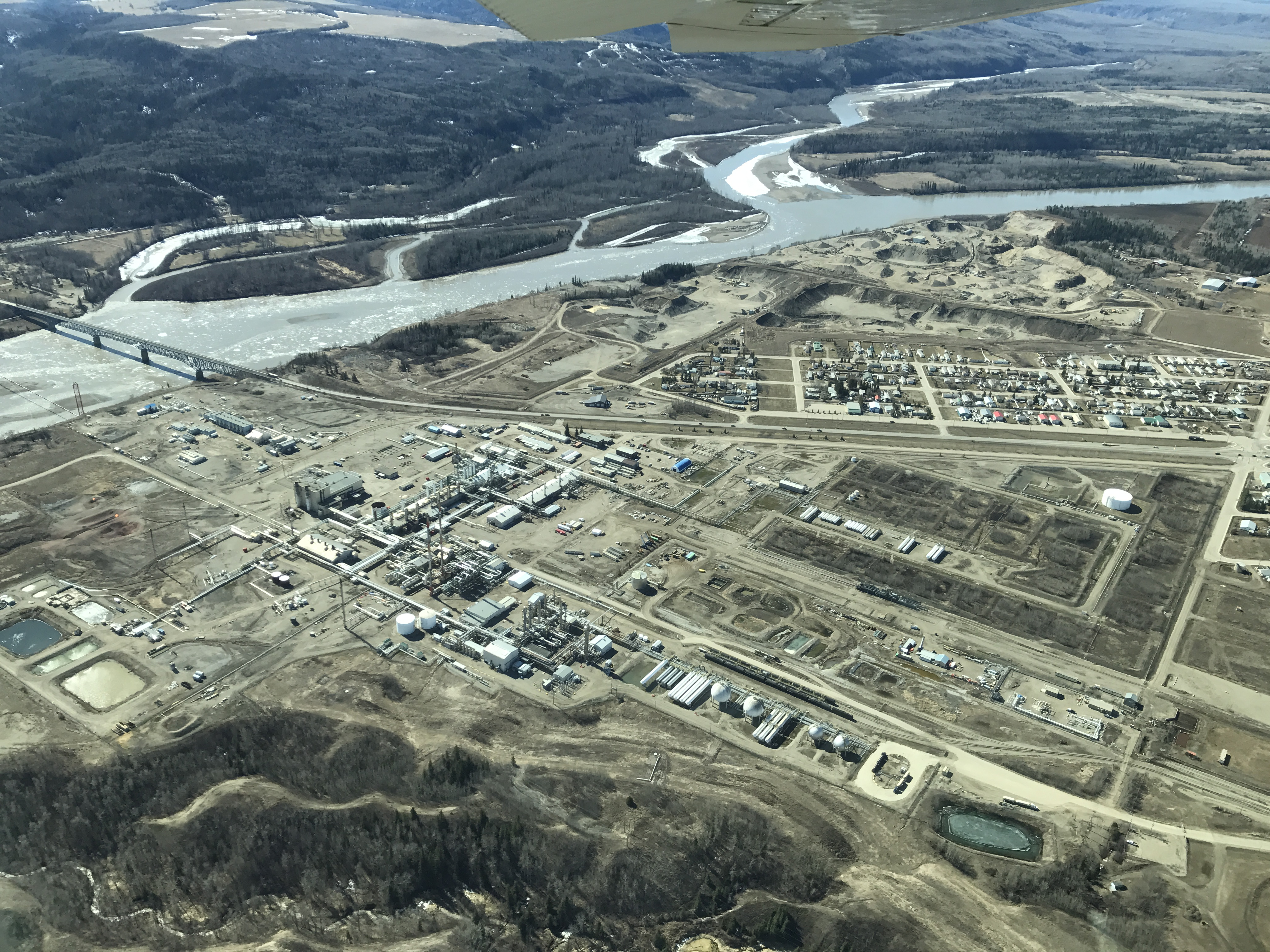
Taylor mit Brücke über den Peace River
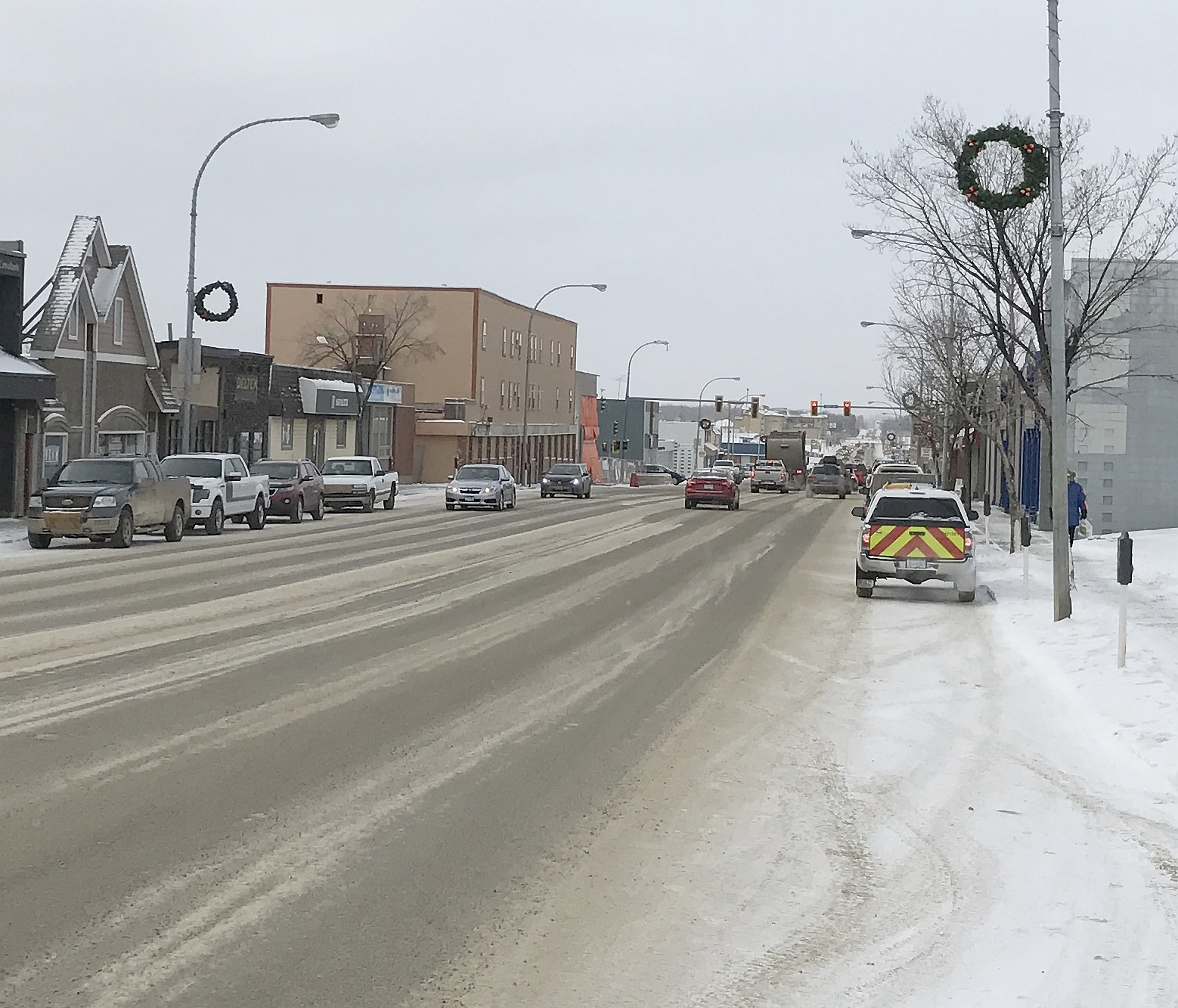
In Fort St. John
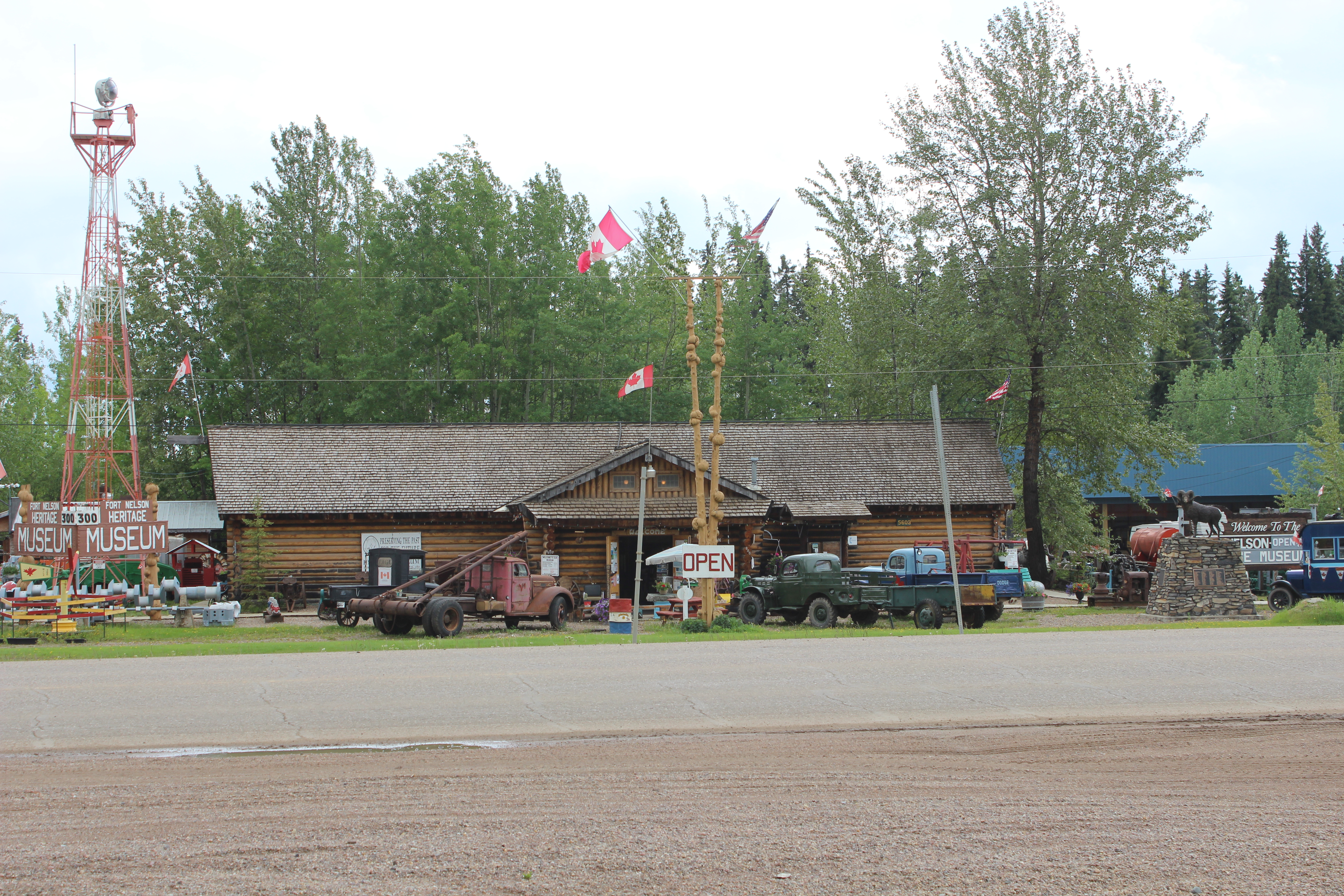
Am Fort Nelson Heritage Museum
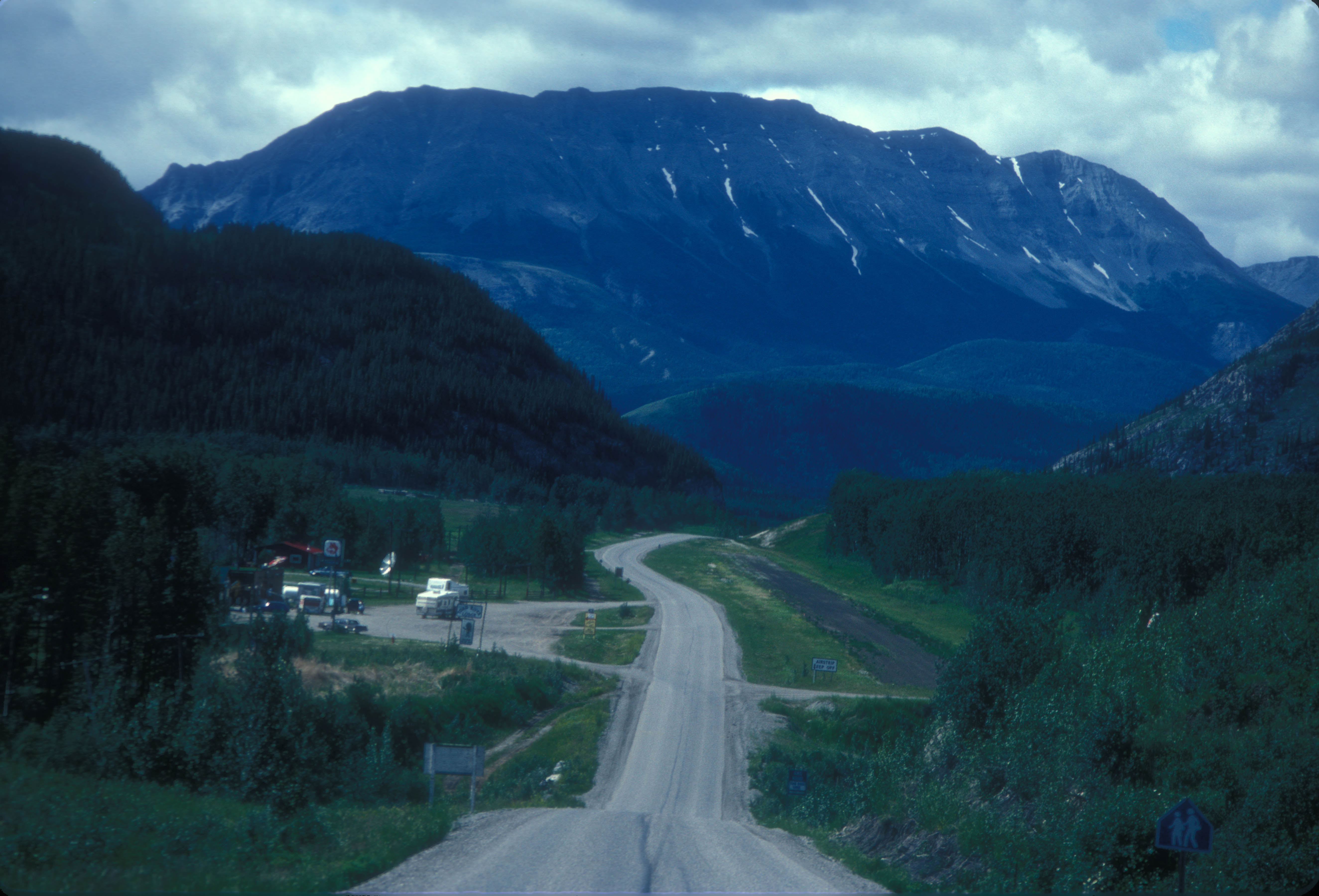
Toad River
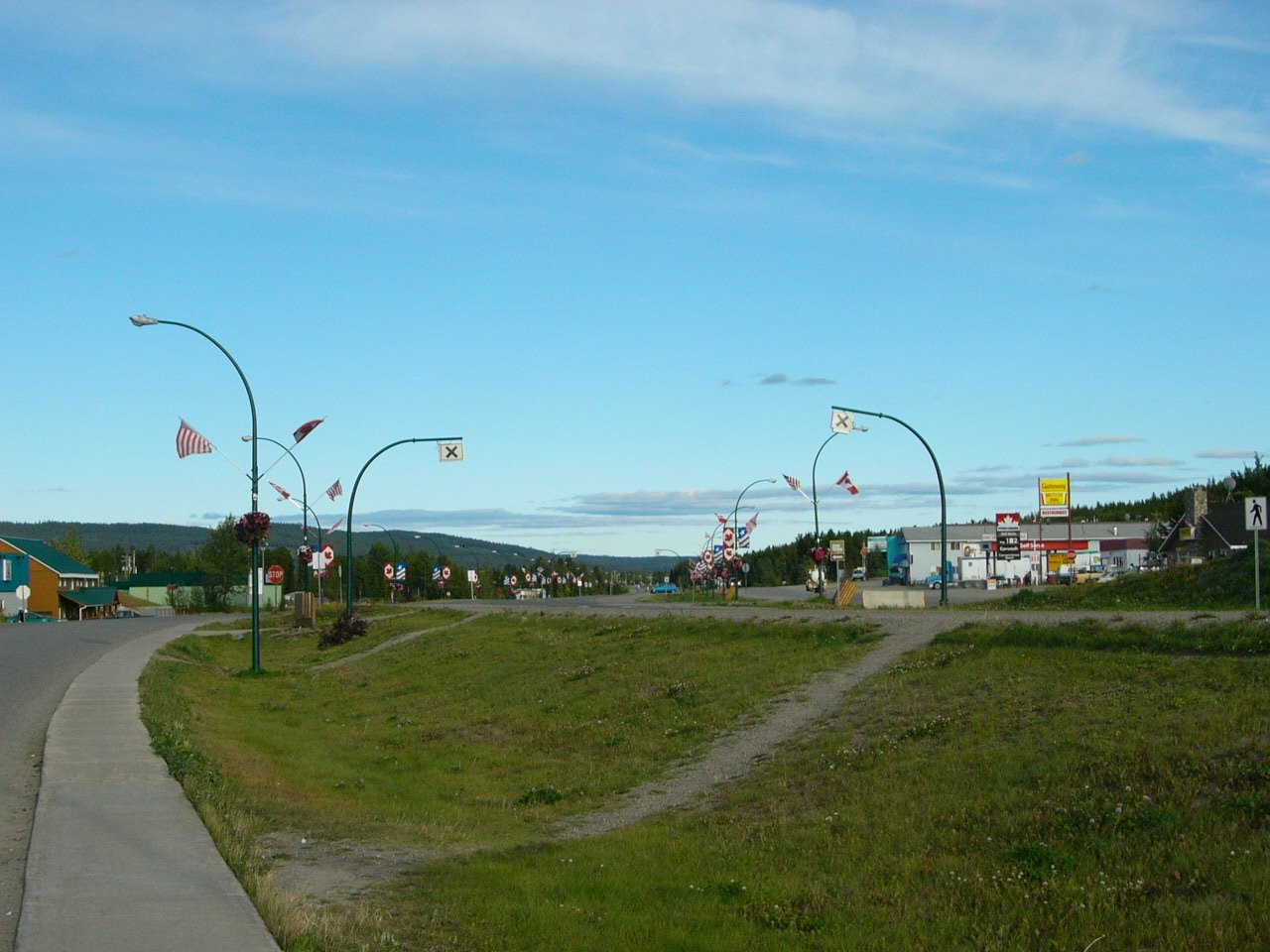
In Watson Lake
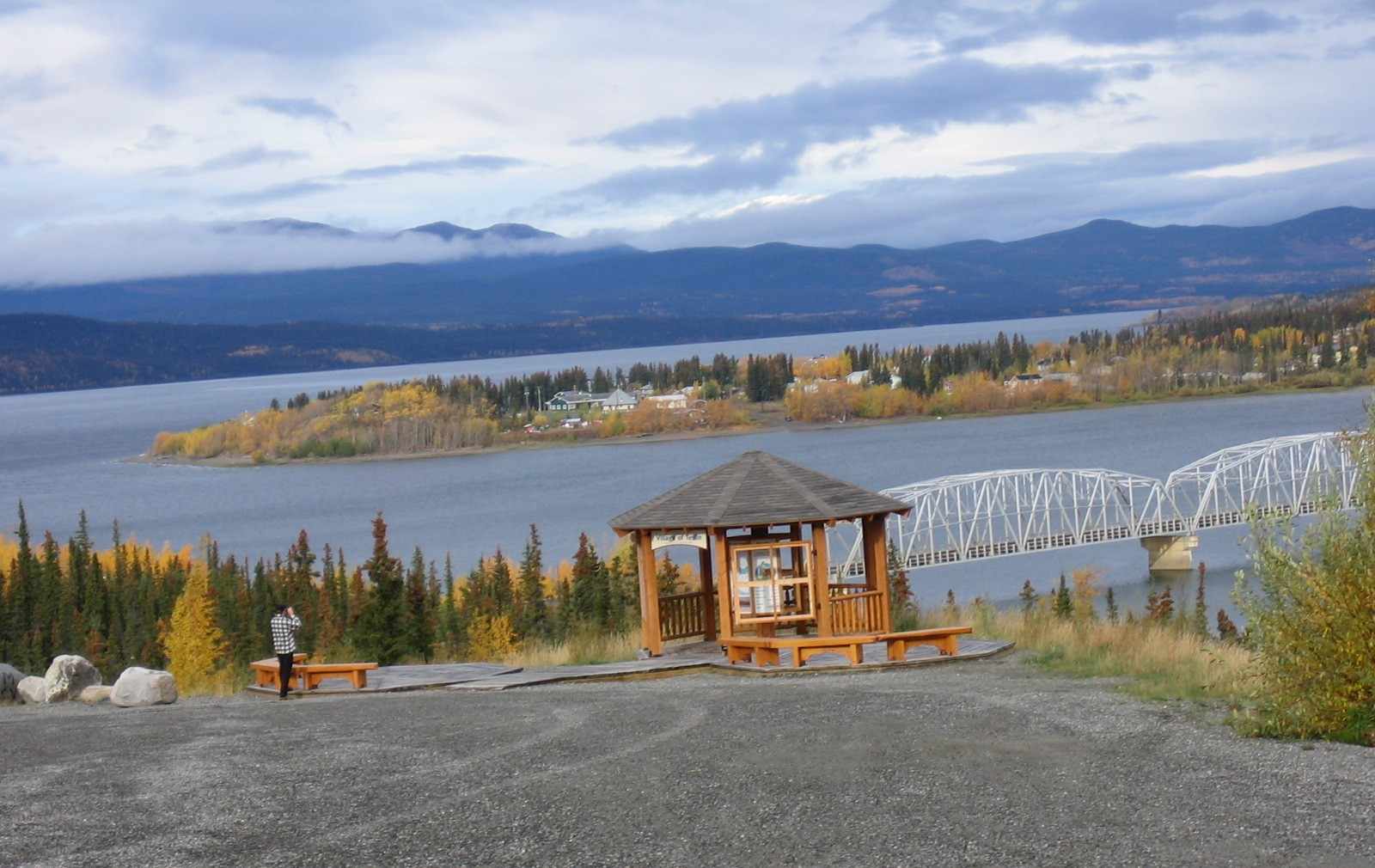
Im Vordergrund in Teslin
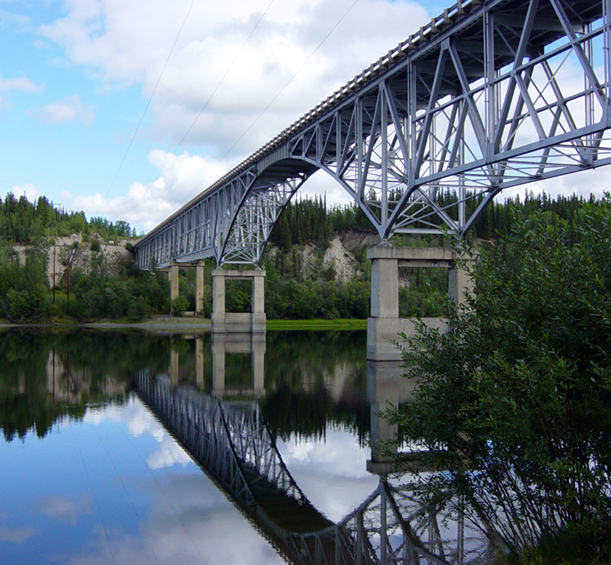
Über dem Teslin River bei Johnsons Crossing
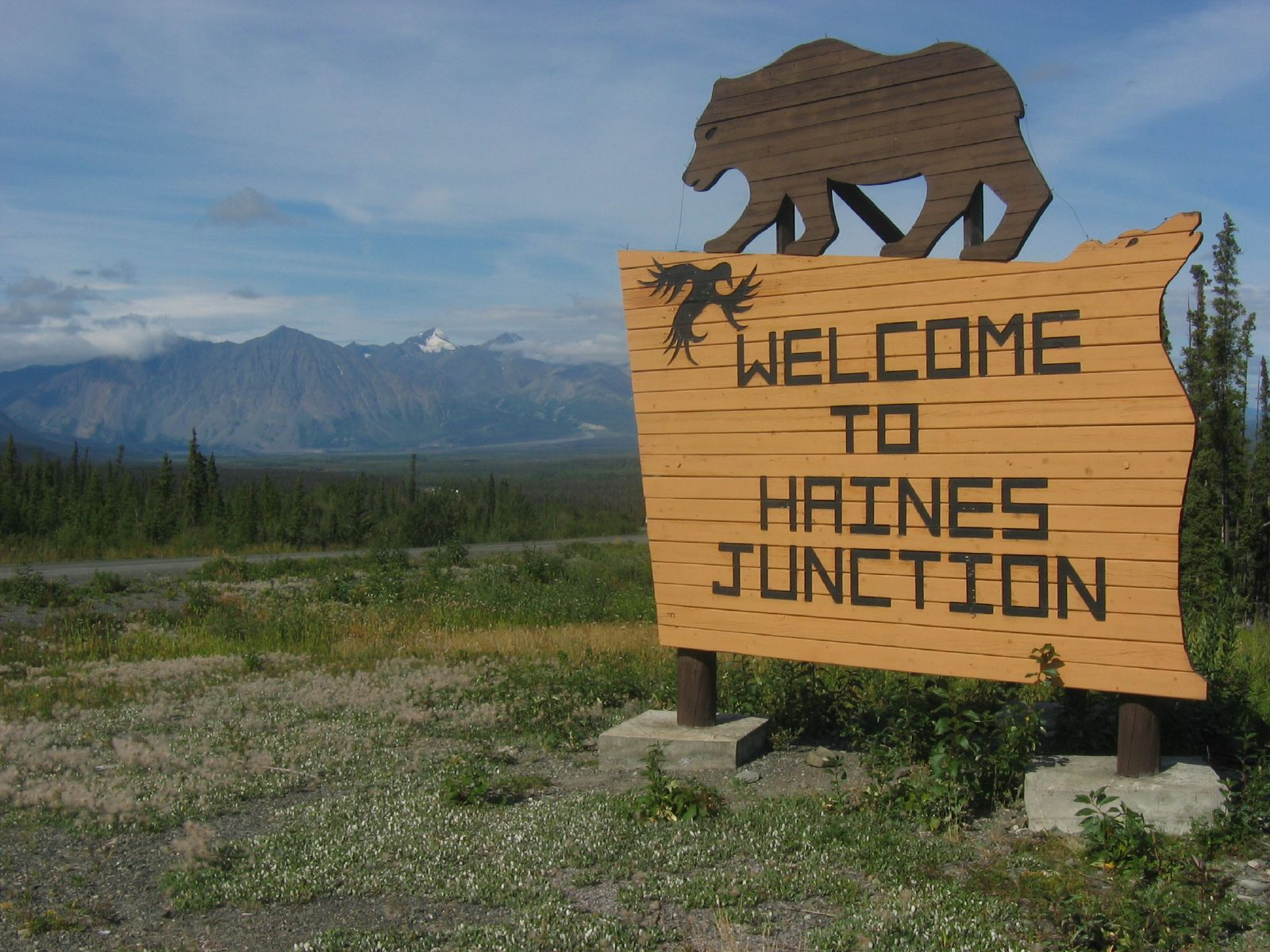
Hinweisschild für Haines Junction
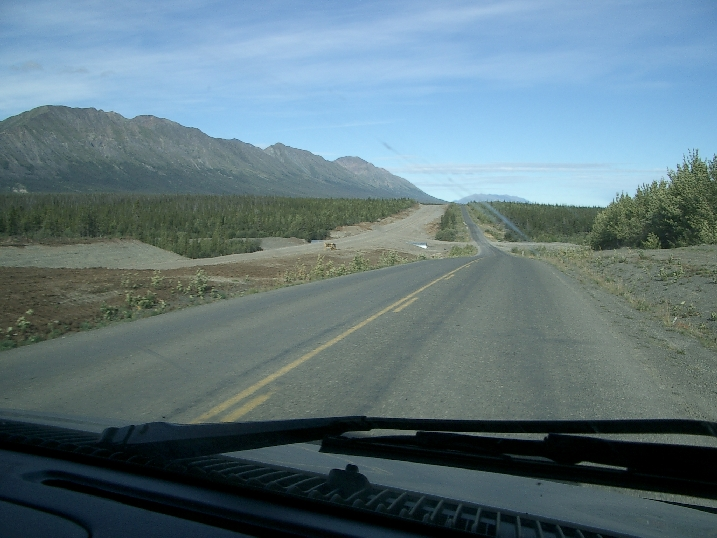
Nördlich von Destruction Bay mit den Bergen des Kluane-Nationalpark
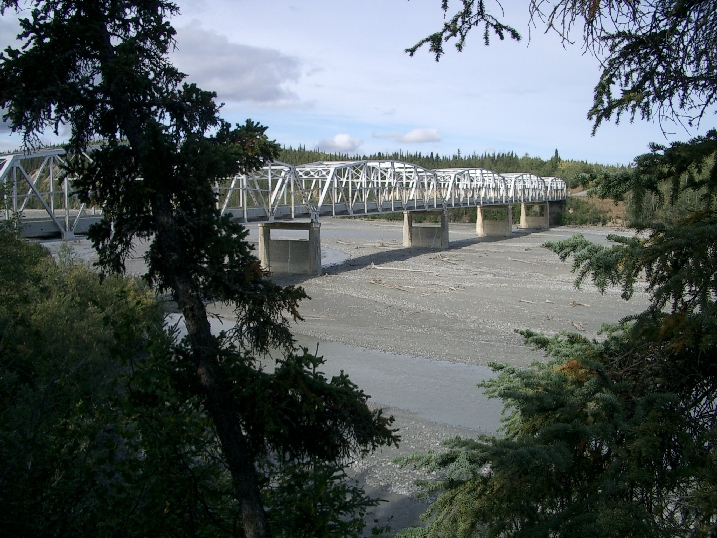
Brücke über den Johnson River
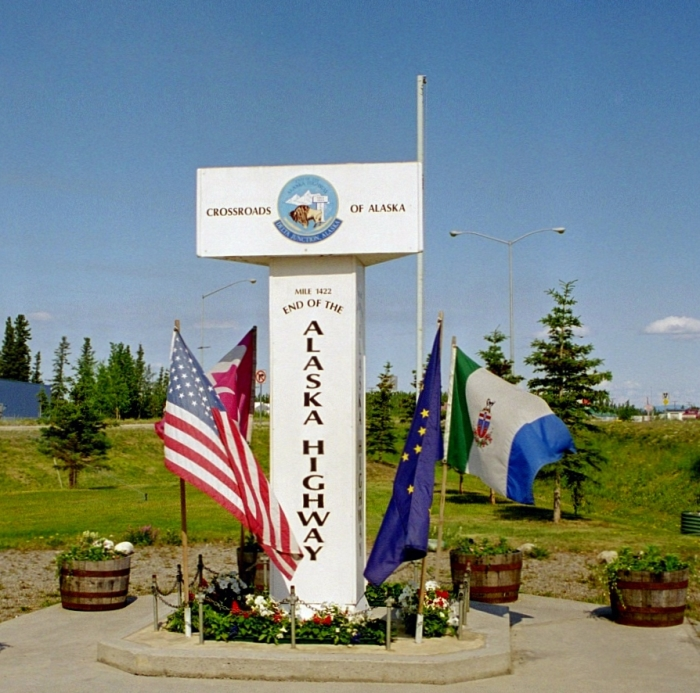
Hinweisschild in Delta Junction

Der Alaska Highway beginnt in Dawson Creek und endet in Delta Junction, wobei markante Orte an heute geltenden „mileposts“ liegen:
Hinweis
Mit der Einführung des metrischen Systems in Kanada sowie durch die veränderte Streckenführung wurden dort die alten Meilensteine durch neue Kilometersteine ersetzt und den veränderten Entfernungen angepasst. In den USA dagegen wird weiterhin das angloamerikanische Maßsystem verwendet, und die Entfernungsangaben basieren auf den historischen. Dies führt an der US-amerikanisch – kanadischen Grenze zu einer Diskrepanz von 32 Meilen. Die Entfernungsangaben in den Reiseführern orientieren sich meistens an der Standardpublikation The Milepost, die sich auf die aktuellen Kilometer- bzw. Meilensteine bezieht. Die folgenden Entfernungsangaben sind The Milepost, Ausgabe 2003, entnommen.
Ein informelles System historischer Kilometersteine bzw. Meilensteine (englisch milesposts) wurde über die Jahre hin entwickelt, um markante Punkte zu bezeichnen. Die Entfernungen dieses Systems wurden beibehalten, obwohl der Highway durch Begradigungen kürzer geworden ist. Deshalb kann die addierte Länge der Meilensteine nicht mit der heutigen und in der Tabelle angegebenen tatsächlichen Länge übereinstimmen.
Demnach liegt der Meilenstein „0“ in Dawson Creek. Die ersten 987 km (613 mi) des Alaska Highways liegen in British Columbia, wo er British Columbia Highway 97 North heißt. Die ungefähre (historische) Mitte des Highways liegt am Contact Creek (Milepost 588, 946 km). Die Grenze zur Provinz Yukon erreicht er nach 1.021 km (635 mi), wo er „Yukon Highway 1“ heißt. In Haines Junction an 1.635 km (mi 1.016) trifft der von Haines kommende Haines Highway auf den Alaska Highway. Die legendäre Mackintosh Lodge bei km 1.644 (mi 1.022) entstand aus einem 1904 errichteten Roadhouse („Bear Creek Roadhouse“), das den Goldgräbern auf der „Kluane-Whitehorse Wagon Road“ als Servicestation diente. Dorothy Mackinthosh erwarb das Anwesen um 1940 und verwandelte es in eine idyllisch gelegene Lodge mit lediglich 7 Zimmern. Seit November 2006 dient die bis zum Schluss „Bear Creek Lodge“ genannte Fazilität einer Holzgesellschaft. Ihr gegenüber liegt in westlicher Richtung der Kluane-Nationalpark, an welchem der Alaska Highway nunmehr in nördlicher Richtung vorbeiführt. Es folgt der Kluane Lake, der östlich des Alaska Highways liegt. Orte am Highway sind hier Destruction Bay (1.736 km, mi 1.083), Burwash Landing (1.759 km, mi 1.093) und Kluane.
Nach 1.966 km (1.222 mi) wird die US-Grenze bei Port Alcan erreicht, ab wo er Alaska Route 2 heißt. Von hier sind es 322 km (200 mi) bis zu seinem offiziellen Ende in Delta Junction. Der Ort hat dementsprechend Meilenstein 1.422 (2.280 km), der an der Stelle steht, an welcher der Alaska Highway auf den Richardson Highway trifft, der 155 km (96 mi) weiter nach Fairbanks führt. Dieser Abschnitt wird oft als nördlicher Abschnitt des Alaska Highway bezeichnet, mit Fairbanks als Meilenstein 1.520. Auf diesem Abschnitt sind die Meilensteine von Valdez (Alaska) aus gemessen.
Der Alaska Highway wird oft als Teilstück des Pan-Amerikanischen Highways angesehen, der bis nach Argentinien führt.

## Nationale Würdigung

### Kanada
Als wichtiges Zeichen der gemeinsamen nordamerikanischen Verteidigungsanstrengungen wurde der Highway am 7. Juni 1954 durch die kanadische Regierung, auf Vorschlag des Historic Sites and Monuments Board of Canada, zu einem „nationalen historischen Ereignis“ erklärt.

### Vereinigte Staaten
Der Alaska Highway wurde 1995 von der American Society of Civil Engineers in die List of Historic Civil Engineering Landmarks aufgenommen.